# Friderica Derra de Moroda

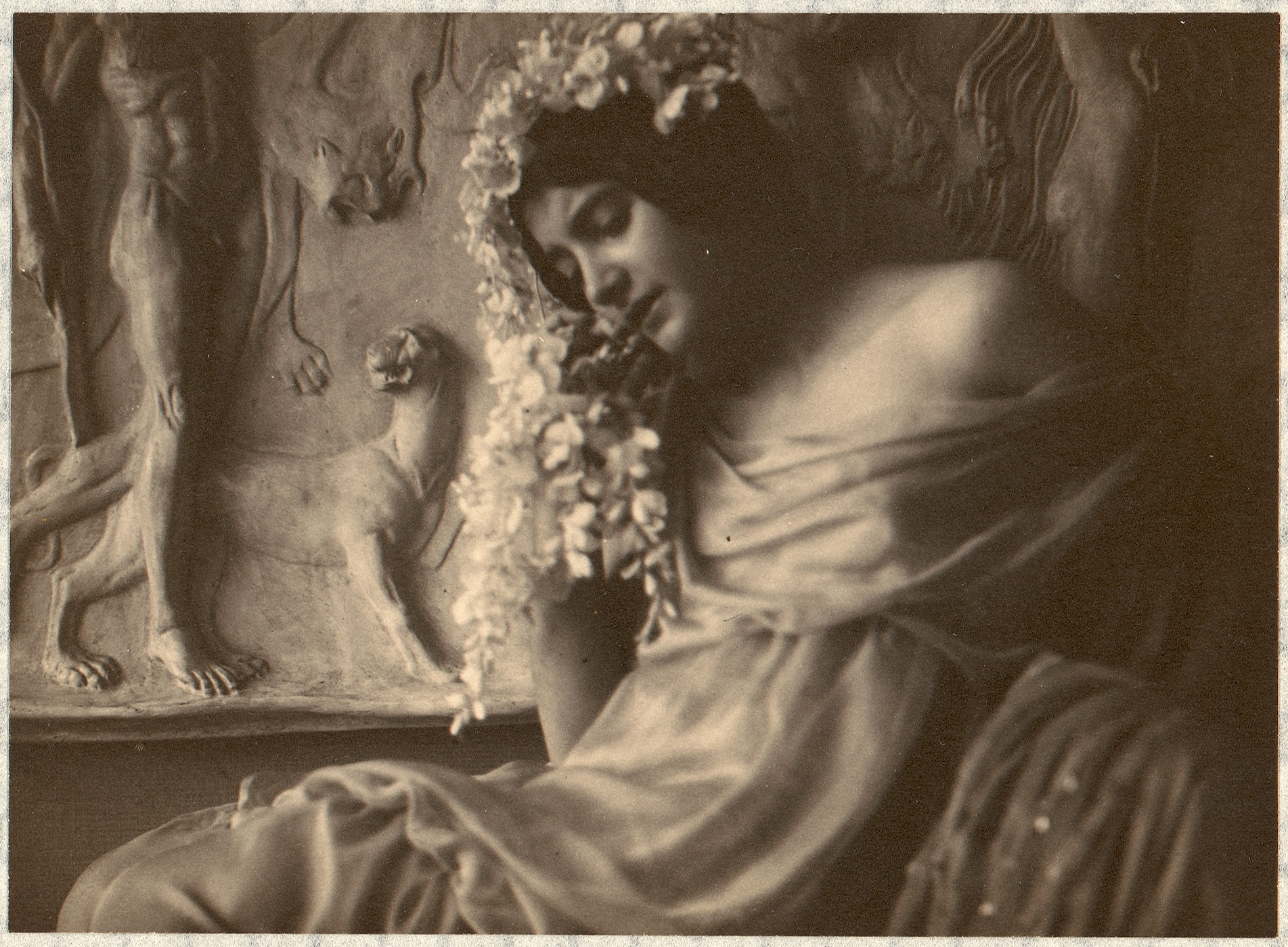
Friderica Derra de Moroda

Friderica Derra de Moroda (* 2. Juni 1897 in Preßburg, Königreich Ungarn; † 19. Juni 1978 in Salzburg) war eine britische Tänzerin, Choreografin und Tanzpädagogin österreichisch-ungarischer Herkunft.

## Werdegang
Als Tochter eines griechischen Schriftstellers und einer ungarischen Kunsthistorikerin übersiedelte die Familie nach dem Tod des Vaters nach München. Nach einer Ballettausbildung debütierte sie mit 14 Jahren am 22. Februar 1912 als freie Tänzerin in der Wiener Sezession.
Ab 1914 war sie in England und gründete in London ihre erste eigene Tanzschule. Ab 1918 erhielt sie vier Jahre lang Unterricht bei Enrico Cecchetti und trat danach 1923 erstmals in Salzburg auf: Die Kritik in der Salzburger Chronik berichtete von einem „Glanzstück“ und „stürmischem“ Beifall.
Um 1930 war Moroda mit griechischem und ungarischem Nationaltanz beschäftigt, allerdings nichts mit deutschem. Ihr Ballet The Whitsun King (späte Hungaria genannt) wurde 1933 im Londoner Coliseum aufgeführt. 1934 besuchte sie Südafrika. 1936 nahm sie die englische Staatsbürgerschaft an.

## Führungsaufgaben beiKraft durch Freude
1941 übernahm sie in Berlin die Leitung und künstlerische Verantwortung des Balletts der nationalsozialistischen Kulturorganisation Kraft durch Freude, das bis 1944 regelmäßig Tourneen unternahm, von Berlin bis Wien. Dass sie den Leitungsposten bekam, war außergewöhnlich für die Besetzungspolitik im „Dritten Reich“. Ihre englische Staatsbürgerschaft fiel in Berlin negativ auf; sie hatten schon in Salzburg eine politisch motivierte Inhaftierung (20.–22. Mai 1940) über sich ergehen lassen müssen. Der parteinahe Berliner Intendant Heinz Tietjen, der sie schlussendlich als Leiter vom KdF Ballett ablöste, behauptete nach dem Krieg, dass er sich wiederholt für sie eingesetzt habe, da sie in der Partei viele Kritiker hatte.
In einem Salzburger Zeitungsaufsatz aus dem Jahr 1942 erklärte sie ihren künstlerischen Ansatz. Es gehe ihr darum, „den Sinn eines jeden darzustellenden Stils oder Charakters zu erfassen und wieder dem Publikum zu vermitteln.“ Sie greift dabei u. a. auf den Stil der Renaissance und des ungarischen Volkstanzes zurück; im Text fällt auf, wie wenig Moroda auf die Begriffe „arischer“ oder überhaupt deutscher Kultur eingeht. Sie kommen nicht vor, auch wenn Schubert und Mozart als Musikbeispiele genannt werden.
Moroda wurde gegen Ende des Krieges als englische Staatsbürgerin in einem Lager am Bodensee interniert.

## In Salzburg nach dem Zweiten Weltkrieg
Nach dem Tod ihrer Schwester Minka im Dezember 1950 erbte Friderica von ihr die Salzburger Villa Schmederer und richtete dort 1952 eine Ballettschule ein. Dort studierten vor allem die Mitglieder des Balletts aus dem Salzburger Landestheater, aber auch die spätere Solotänzerin Margot Werner. Die Schule betrieb Friderica bis 1967. Margot Werner war eine der prominentesten Absolventin der Moroda Schule.
Ab 1960 widmete sie sich vermehrt der Tanzforschung und baute eine umfangreiche Bibliothek von tanzspezifischer Literatur auf. Der Nachlass des Derra de Moroda Dance Archives ist heute am Institut für Musikwissenschaften der Universität Salzburg öffentlich zugänglich.

### Vorbild für eine Figur in Grass’Hundejahre
Die Romangestalt der Ballet-Lehrerin Madame Neroda im Roman Hundejahre (1963) von Günter Grass geht auf Moroda zurück. Im Roman symbolisiert Neroda, so Gunhild Oberzaucher-Schüller, eine „Ordenshüterin“, eine „übermächtige Figur“, ein „Ruhepol gegen die Wirren der Zeit.“

## Tanzforscherin
Moroda veröffentlichte zahlreiche Publikationen zum Tanz, und zwar in vielen Gattungen wie auch die Oper, Operette und das Musical. Eine 1997 veröffentlichte Literaturliste beinhaltet Titel der Ballet-Kritik, die in Tageszeitungen erschienen, bis hin zu Monographien. Die erste bekannte Veröffentlichung befindet sich im englischen Periodikum The Dancing Times über die Salzburger Festspiele des Jahres 1928. Der ungarische Volkstanz ist ein wiederkehrendes Thema. Unter den längeren Aufsätzen ragt die Tanznotation des 18. Jahrhunderts hervor. Sie schrieb englische und deutsche Aufsätze, die Mehrzahl ist allerdings englisch verfasst.

## Ehrungen
- Order of the British Empire (1974)[1]
- Als erste Frau die Ehrendoktorwürde der Universität Salzburg (1977)[1]
- Goldenes Verdienstzeichen des Landes Salzburg
- Die Derra-de-Moroda-Straße im Salzburger Stadtteil Parsch wurde nach ihr benannt (1982)[1]